# Xavier Abad
Francesc Xavier Abad Morejón de Girón (Barcelona, 1965) és un viròleg català. És el cap de la Unitat d’Alta Biocontenció de l'IRTA-CReSA i professor associat de la Universitat Autònoma de Barcelona. Destaca per la seva tasca divulgativa sobre la pandèmia de Covid-19 a través d'entrevistes o piulades al seu compte personal de Twitter.